# Кампо-де-Калатрава

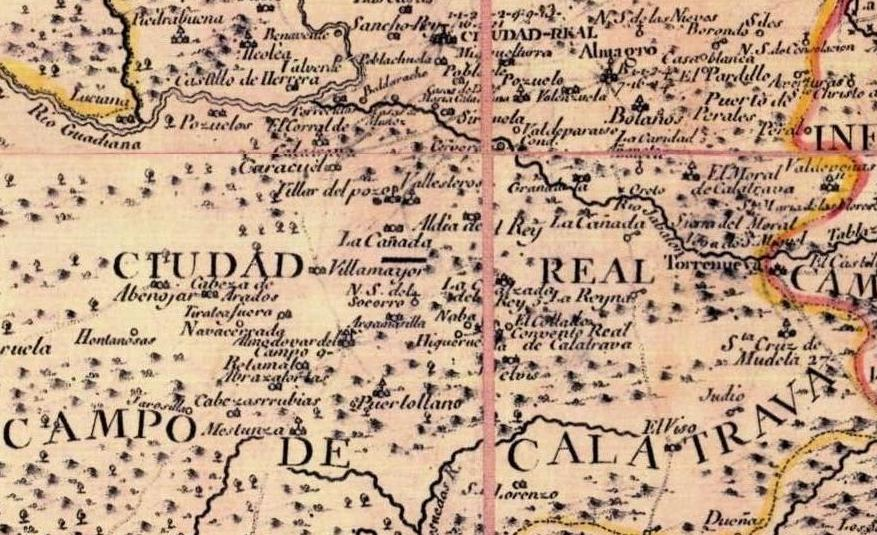

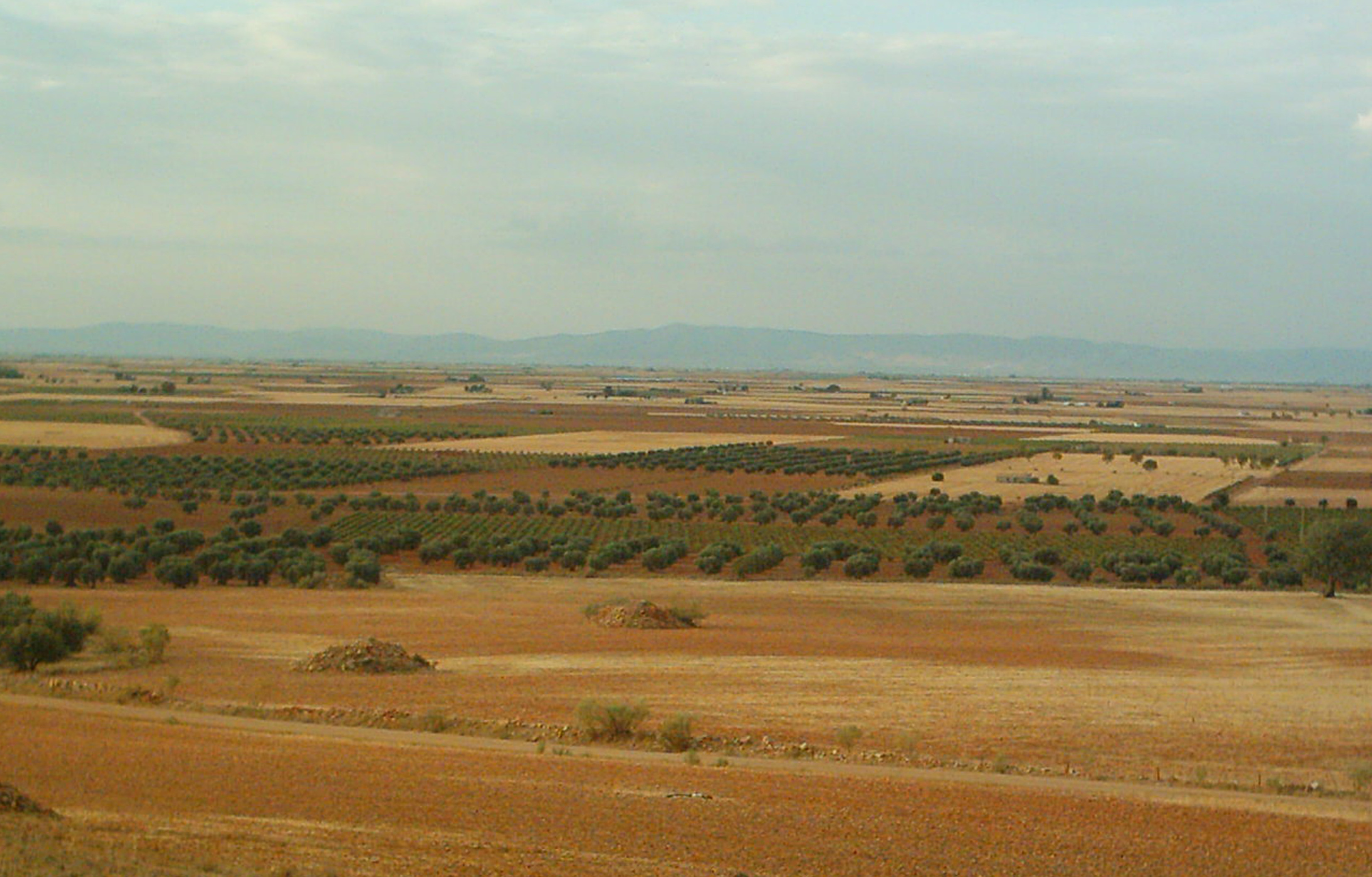

Кампо-де-Калатрава (исп. Campo de Calatrava) — район (комарка) в Испании, входит в провинцию Сьюдад-Реаль в составе автономного сообщества Кастилия — Ла-Манча.
Названа в честь замка Калатрава-ла-Нуэва.

## Муниципалитеты
1. Альдеа-дель-Рей
2. Альмагро
3. Аргамасилья-де-Калатрава
4. Бальестерос-де-Калатрава
5. Боланьос-де-Калатрава
6. Кальсада-де-Калатрава
7. Каррион-де-Калатрава
8. Сьюдад-Реаль
9. Корраль-де-Калатрава
10. Даймьель
11. Гранатула-де-Калатрава
12. Мигельтурра
13. Мораль-де-Калатрава
14. Посуэло-де-Калатрава
15. Торральба-де-Калатрава
16. Валенсуэла-де-Калатрава
17. Вильянуэва-де-Сан-Карлос
18. Вильямайор-де-Калатрава
19. Вильяррубия-де-лос-Охос
20. Вильяр-дель-Посо